# Miru Tights
Miru Tights (み る タ イ ツ Miru Taitsu lit. Mirar medias?) es una serie de anime en formato ONA, creada por los estudios Yokohama Animation Laboratory. Consta de trece episodios de cuatro minutos cada uno y narra la vida cotidiana de tres colegialas japonesas y su profesora, con enfoque en las pantimedias que llevan. Miru Tights está basada en algunas ilustraciones del artista japonés Yomu, igualmente centradas en chicas con medias. 
El anime fue transmitido bajo demanda desde el 11 de mayo hasta el 27 de julio de 2019 por los sitios web Nico Nico y dAnime Store, que se encargaron también de la distribución digital. Posteriormente, el contenido se lanzó en Youtube para el público extranjero. El 23 de agosto del mismo año, salió a la venta en Blu-ray con un episodio adicional, la banda sonora de la serie en un CD y otros añadidos.
Desde la emisión, Miru Tights fue bien recibida por la crítica en general. El anime fue elogiado por la calidad de la animación —sobre todo en el dibujado de las medias—, aunque aspectos fundamentales, como la historia y los personajes, recibieron comentarios desfavorables.  

## Argumento y temática
Miru Tights gira en torno a la vida diaria de Yua, Ren y Homi, tres mejores amigas que comienzan el segundo año como estudiantes en la secundaria Yaegasumi (八 重 霞 高等学校?), y de su profesora Yuiko Okuzumi. La característica principal de la serie es el uso del fanservice a la hora de detallar permanentemente las diferentes pantimedias que utilizan las chicas y, también, el fetichismo de pies que muestran ciertos episodios. Por lo tanto, el anime combina la vida cotidiana y escolar de las cuatro con situaciones en donde se aprovecha para mostrar las medias de cualquier manera.

## Personajes
- Yua Nakabeni  ( 中 紅 ユ ア Nakabeni Yua?) es una destacada estudiante que le gusta tomarse fotos mientras realiza cosplay y comparte en su cuenta de red social, la cual es muy pupular. Mide 168 cm y prefiere usar medias delgadas con una densidad de tela de 30 denier.[3] Su seiyū es Yoko Hikasa, quien resaltó «su riqueza de expresividad y deseo de ser apreciada por sus fotos de cosplay».[4]

- Ren Aikawa  (川 レ ン Aikawa Ren?) es una chica muy tímida que trabaja a tiempo parcial en un café después de la escuela. Mide 162 cm y prefiere medias opacas de 60 denier.[3] Su seiyū es Haruka Tomatsu, que señaló que si bien el personaje es «poco emocional», ejerce el papel de la voz de la razón entre las tres chicas.[4]

- Homi Moegi  (萌 黄 ホ ミ Moegi Homi?) es una chica jovial y activa, pero algo despistada. Asiste a la escuela en carro, le gusta la natación y tiene un hermano menor que estudia en la escuela secundaria. Homi mide 158 cm y prefiere las medias gruesas de 110 denier.[3] Su seiyū es Aya Suzaki quien manifestó que Homi es «la más infantil del trío, al ser brillante, despreocupada y algo tonta».[4]

- Yuiko Okuzumi  (墨 ユ イ コ Okuzumi Yuiko?) es la profesora encargada de impartir clases a Yua, Ren y Homi. Tiene veintisiete años y le gusta beber sake. Mide 169 cm y prefiere las medias delgadas de 20 denier.[3] También es hermana menor de Maiko Okuzumi (奥墨マイコ Okuzumi Maiko?), personaje de Ganbare Dōki-chan.[5] Su seiyū es Ai Kayano quien enfatizó que su personaje «no es tan estricta como aparenta serlo», además de resaltar su atractivo sexual entre sus alumnos.[4]

## Producción

### Inicio del proyecto
La trama, el diseño de personajes y la animación de la serie están basados en un libro de ilustraciones llamado Yomu Tights (よむタイツ Yomu taitsu?) de un artista japonés que usa el seudónimo Yomu (よむ?), cuya obra principalmente se enfoca en muchachas con pantimedias. Yomu declaró que su gusto por las medias comenzó cuando estaba en la escuela secundaria, y durante cuatro años publicó sus dibujos en Pixiv y Twitter, pero con el tiempo su trabajo ganó más seguidores: 

En primer lugar, comencé en Twitter […] y cuando publiqué ilustraciones de pantimedias, fue bien recibido. Hay varios fetiches en el mundo, así que dibujé varias ilustraciones, pero me di cuenta de que ¡a todos les gustan las pantimedias! Me alegró que a todos les gustara lo que me gustaba. A partir de ahí, las pantimedias se volvieron aún más divertidas de dibujar..

Más adelante, el escritor amigo suyo le aconsejó que imprimiera sus ilustraciones en libros recopilatorios. Yomu Tights fue el primer libro publicado y atrajo la atención suficiente como para plantearse la creación de una adaptación al anime. En agosto de 2018, en una entrevista incluida en su obra Black Tights (くろタイツ Kuro Taitsu ?, lit. Medias negras), Yomu declaró su intención de crear un anime y tomó como ejemplo la adaptación animada del doujinshi Iya na Kao Sare Nagara Opantsu Misete Moraita (嫌な顔されながらおパンツ見せてもらいたい lit. Quiero que me muestres tus bragas mientras tienes mala cara?), publicado por su colega 40 Hara (40 原?). Además, Yomu consideró que el anime fue creado «más para mi propia satisfacción que para el público en general [...] pero espero en que puedan disfrutarlo», aunque no albergó expectativas de que el público femenino desarrollara alguna nueva opinión sobre las medias después de ver el anime.

### Desarrollo

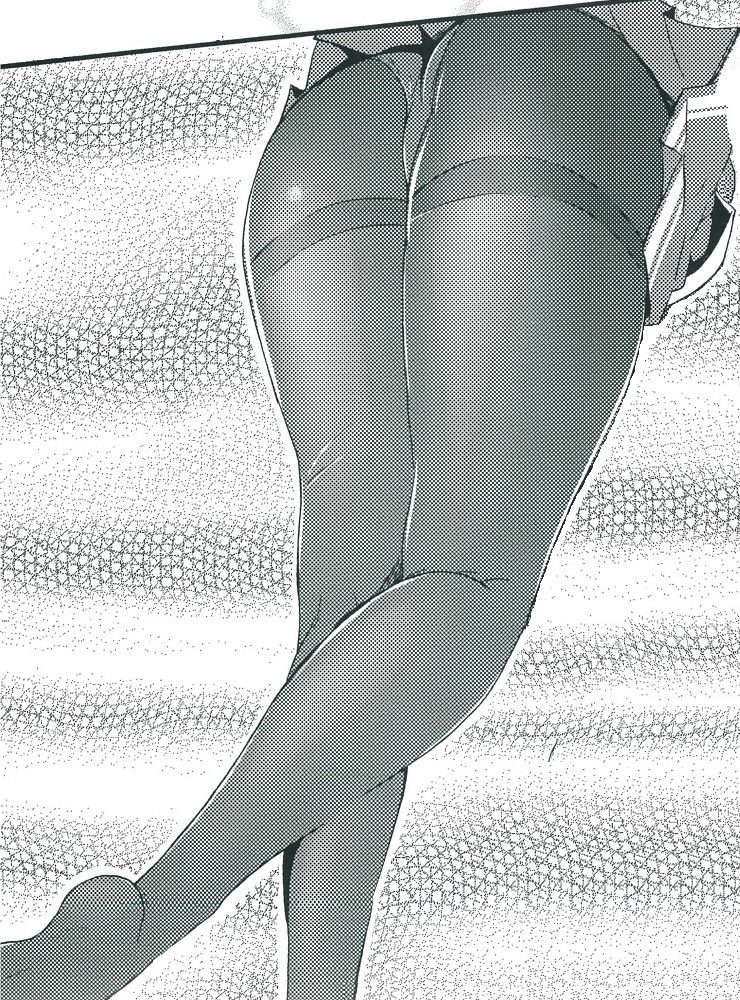
Imagen ―dibujada al estilo manga― de una persona mostrando sus piernas, muslos, y glúteos con sus pantimedias puesta. Las ilustraciones de Yomu consisten en su mayoría de chicas con medias que posan de forma sensual y provocativa.

La producción de Miru Tights estuvo a cargo del estudio Yokohama Animation Laboratory y fue dirigida por Yuki Ogawa, con guion escrito por Fumiaki Maruto, mientras que el diseño de personajes fue realizado por Yukari Hibino. Para la creación del anime, el estudio reconoció la peculiaridad de las imágenes de Yomu en relación con las pantimedias ―por el realismo que dichas imágenes tienen― ya que según Yomu: «la ilustración y la humedad juegan un papel importante para que las medias se vean reales». Los animadores tuvieron la tarea de repetir el mismo estilo del artista pero representado en movimientos, por lo que dibujaron una textura separada para las pantimedias en cada cuadro de animación. Durante la producción de la serie se utilizaron múltiples referencias, por ejemplo el director Ogawa compró álbumes de fotos relacionadas con medias para inspirarse, y se contrataron a diferentes modelos para posar con pantimedias; de entre ellas, destacó la modelo Ama Kotobuki ―también conocida como Amatsu-sama (あまつ様??)― con quien Yomu entabló una gran amistad, hasta el punto en que publicaron un libro de ilustraciones en conjunto, y Amatsu lo felicitó en Twitter por su cumpleaños.
Para la creación de los personajes, Yomu estableció que la personalidad de cada chica esté determinada según el tipo de medias que use; mientras menos denier, medida con que se define la opacidad de las medias, tengan las pantimedias, el personaje mostrará una actitud más erótica y sensual. Bajo este criterio, la profesora Okuzumi ―quien usa medias de 20 denier― posee la personalidad más seductora, seguida por Yua ―quien usa medias de 30 denier― ya que tiene la costumbre de tomarse fotos con poses coquetas por su deseo de ser considerada atráctiva. En tercer lugar está Ren, la cual usa medias normales de 60 denier ya que, según Yomu, «posee el perfil más neutral»; por último Homi, quien usa medias gruesas de 110 denier, es descrita como «una chica activa y jovial pero sin interés de resaltar su belleza». Además, Yomu señaló que los personajes no permanecen mucho tiempo en pie ―debido a que las chicas siempre están en movimiento para resaltar sus piernas― y destacó la importancia y sensualidad de Yuiko, ya que puede atraer muchos espectadores «por ser profesora y una mujer de veintitantos años».
En diciembre de 2018, se emitió el primer avance del anime y, en febrero de 2019, se reveló quiénes conformarían el elenco del anime. Las seiyūs Yōko Hikasa, Haruka Tomatsu y Aya Suzaki fueron seleccionadas para interpretar a Yua, Ren y Homi, respectivamente. Más adelante, se anunció la inclusión de Ai Kayano como seiyū de la profesora Yuiko Okuzumi. Durante las grabaciones, el director dio algunas indicaciones a las seiyūs respecto a la interpretación de sus personajes, entre las cuales Ogawa señaló:

Primero, le dije a las seiyūs: «Las medias son el personaje principal de este anime». Debe haber sido un trabajo difícil para ellas porque el rostro y la expresión del personaje no sale en pantalla. Lo común es que en un anime se muestren las expresiones faciales, pero en este caso lo que se muestra son las medias. Es decir, las voces son la única herramienta que tiene el espectador para saber qué está sintiendo el personaje. Eso es lo que les expliqué.

### Banda sonora
El anime no tiene tema de apertura pero sí de cierre, con el nombre «True Days», del que se realizaron tres versiones individuales —cada versión interpretada por las voces de Yua, Ren y Homi—. Además, se realizó una versión cantada por el trío en conjunto. Todas las versiones salieron a la venta en algunos servicios de distribución de música durante el mes de mayo de 2019. La versión de Ren salió al aire el 11 de mayo, la de Yua el 18 de mayo y la de Homi, el 28 de mayo. La banda sonora fue compuesta y dirigida por SHADE y se vendió con el Blu-ray de la serie en un CD que contiene dieciséis pistas, además de incluir las diferentes versiones del tema de cierre. Tanto Yomu como Ogawa elogiaron la banda sonora en general y describieron a «True Days» como una bonita canción. Asimismo, señalaron que las melodías de piano son «convenientes para representar la vida escolar de las chicas».
| N.º | Título | Duración |  |
| 1.  | «みるタイツ ( Miru Taitsu? lit. Mirar medias)»                                                                        | 0:49     |  |
| 2.  | «はじまりの朝 (Hajimari no Asa? lit. El comienzo de la mañana)»                                                       | 1:05     |  |
| 3.  | «俯瞰的な下 (Fukanteki na Shita ? lit. Vista de abajo)»                                                               | 2:12     |  |
| 4.  | «何気ない幸せ ( Nanigenai Shiawase? lit.Felicidad casual)»                                                            | 2:22     |  |
| 5.  | «ワルツな子猫たち ( Waltz na Konekotachi? lit. Vals del gatito)»                                                      | 1:07     |  |
| 6.  | «遅刻だー! ( Chikoku daa! ? lit. ¡Ya es tarde!)»                                                                      | 1:15     |  |
| 7.  | «喫茶店 (Kissaten ? lit. Cafetería)»                                                                                  | 2:27     |  |
| 8.  | «午後のひととき ( Gogo no Hitotoki? lit. Momentos de la tarde)»                                                       | 1:07     |  |
| 9.  | «ゴーゴー! ( Go Go! ? lit. ¡Vamos vamos!)»                                                                            | 2:09     |  |
| 10. | «おやすみなさい (Oyasuminasai ? lit. Buenas noches)»                                                                  | 0:57     |  |
| 11. | «True Days [藍川レン] (short size) (True Days [Aikawa Ren]? lit. Días verdaderos [Ren Aikawa])»                       | 0:52     |  |
| 12. | «True Days [中紅ユア] (short size) (True Days [Nakabeni Yua]? lit. Días verdaderos [Yua Nakabeni])»                   | 0:52     |  |
| 13. | «True Days [萌黄ホミ] (short size) (True Days [Moegi Homi]? lit. Días verdaderos [Homi Moegi])»                       | 0:52     |  |
| 14. | «True Days (short size)»                                                                                              | 1:44     |  |
| 15. | «みるタイツ ティザーPV (bonus track) ( Miru taitsu tizā PV (bonus track) ? lit. Mirar medias avance PV (pista bono))» | 0:37     |  |
| 16. | «みるタイツPV (bonus track) ( Miru taitsu PV (bonus track) ? lit. Mirar medias PV (pista bono))»                      | 1:27     |  |

### Emisión y venta en Blu-ray
El anime fue emitido en línea por los sitios web Nico Nico y dAnime Store desde el 11 de mayo al 27 de julio de 2019, todos los sábados a las 22:00 hora estándar japonesa. Fuera de Japón, los cortos fueron emitidos en su momento por YouTube con subtítulos en inglés y chino —usando los alfabetos tradicionales y simplificados—, pero más adelante solo se dejó el primer episodio.
Después de su emisión, Miru Tights salió a la venta en Blu-ray el 23 de agosto de 2019, fueron incluidos los 12 episodios emitidos en línea más un episodio adicional a modo de OVA. Además, se añadió el CD con la banda sonora, un folleto con un manga corto de Yomu, una sobrecubierta y un folleto con ilustraciones del mismo artista, y otras bonificaciones.

### Mercadotecnia
Desde su página web oficial, se ofrecieron diferentes productos de mercadotecnia en relación con Miru Tights, entre los que se encuentran insignias, tapetes, toallas, cojines de medias, fundas para IPhone X, sábanas, cubrecamas, almohadas tipo dakimakura con el cuarteto protagonistas, entre otros. Además, fueron puestos a la venta una variedad de libros, como dos volúmenes de artes conceptuales y bocetos de la serie, un libro de antología con obras relacionadas con medias, realizadas por diferentes autores, y libros recopilatorios con las ilustraciones de Yomu. Dos figuras PVC de la profesora Okuzumi salieron a la venta, una edición regular —con su chaqueta puesta— y una edición limitada —sin su chaqueta—, y más adelante salió otra figura del mismo personaje con traje de conejita. Desde el 10 hasta el 19 de mayo de 2019, se realizó una exposición relacionada con Miru Tights y del arte de Yomu en la tienda Toranoana en Akihabara. Además, dependiendo de la tienda en que se compre el disco Blu-ray del anime, se obtuvieron diferentes regalos, los cuales pueden consistir en una medias con ilustraciones de las protagonistas del anime, y según de la tienda en que se compre el disco, se regala un póster de Yua, Ren, Homi y Yuiko, todas vestidas de conejita playboy. El 15 de abril de 2021, se anunció el lanzamiento de un videojuego de rompecabezas inspirado en el anime, el cual fue puesto a la venta para App Store, Google Play Store y la Nintendo Switch.

## Episodios
| N.º | Título | Dirigido por | Escrito por    | Guion gráfico | Fecha de emisión original |
| --- | --- | ------------ | -------------- | ------------- | ------------------------- |
| 1 | «Medias escolares» Transcripción: «Gaku Taitsu» (en japonés: 通学タイツ)                                         | Kazuya Aiura | Fumiaki Maruto | Yuki Ogawa    | 11 de mayo de 2019        |
| Se produce una lluvia durante el primer día del nuevo año escolar. Las jóvenes Yua, Ren y Homi se encuentran antes de su primera clase. Ren se moja los pies porque no se puso los zapatos adecuados para el clima —a diferencia de Yua quien se jacta de ello—, mientras que Homi llegó al salón con sus medias mojadas por saltar a través de los charcos de manera infantil. Cuando Homi decide salir para cambiarse, se tropieza con su nueva profesora, Yuiko Okuzumi, cuya belleza impresiona a la chicas.                      | |              |                |               |                           |
| 2 | «Selfie de cosplay con medias» Transcripción: «Kosupure Jidori Taitsu» (en japonés: コスプレ自撮りタイツ)        | Kazuya Aiura | Fumiaki Maruto | Kanta Kamei   | 18 de mayo de 2019        |
| Durante la Golden Week en Japón, Yua se toma fotos con trajes de sirvienta, enfermera y conejita de Playboy, para luego subir las imágenes en Twitter mientras disfruta leer de los comentarios de sus admiradores. Por petición de sus admiradores, decide tomarse una foto vestida de colegiala, lo que hace que Ren le advierta (vía Tuit) que si usa su uniforme escolar le puede causar problemas. Sin embargo, Yua utiliza un uniforme falso para sus fotos.                                                                    | |              |                |               |                           |
| 3 | «Cambio de medias» Transcripción: «O-kigae taitsu» (en japonés: お着換えタイツ)                                  | Kazuya Aiura | Fumiaki Maruto | Yuki Ogawa    | 25 de mayo de 2019        |
| Homi se presenta a clases con sus medias rasgadas y procede a quitárselas, pero Ren la detiene aunque rompe por accidente sus medias en el acto. Luego, Yua entra al salón y les comenta a sus amigas que ella también rasgó sus medias mientras se vestía. Las chicas van al vestuario e intentan cambiar sus medias. Sin embargo, a Yua se le rasgan las medias de nuevo, Ren ríe a carcajadas para enojo de su amiga por lo que las dos tienen una pequeña pelea a la que Homi se les une.                                         | |              |                |               |                           |
| 4 | «Trabajo y medias» Transcripción: «Hataraku taitsu» (en japonés: はたらくタイツ)                                 | Kazuya Aiura | Fumiaki Maruto | Kanta Kamei   | 1 de junio de 2019        |
| Ren se apresura a llegar a su trabajo de medio tiempo en una cafetería. Una vez preparada con sus medias puestas, empieza a cumplir sus deberes, incluyendo tomar pedidos, atender a los clientes y limpiar el establecimiento. Los chicos que visitan la cafetería la admiran por su belleza — especialmente enfocados sus piernas—. Al final de la jornada, Ren se queja con el propietario sobre la cantidad de trabajo y este le revela que el lugar se llena de jóvenes solo para verla.                                         | |              |                |               |                           |
| 5 | «Traje de baño y medias» Transcripción: «Mizugi taitsu» (en japonés: 水着タイツ)                                 | Kazuya Aiura | Fumiaki Maruto | Yuki Ogawa    | 8 de junio de 2019        |
| Durante las vacaciones de verano, Homi se despierta por la mañana, se coloca su uniforme escolar por encima de su traje de baño y se dirige a la sección de natación de la escuela. En el vestuario, recuerda que el horario de la sección fue modificado, por lo que llegó una hora más temprano. Homi se duerme en el banco del vestidor, hasta que sus compañeras de natación la despiertan —quienes la miran curiosas por tener sus medias superpuestas en el traje de baño—. Más tarde, les cuenta todo lo sucedido a Yua y Ren. | |              |                |               |                           |
| 6 | «Tatami y medias» Transcripción: «Tatami es taitsu» (en japonés: 畳とタイツ)                                     | Kazuya Aiura | Fumiaki Maruto | Kanta Kamei   | 15 de junio de 2019       |
| Como castigo por mala conducta, la profesora Yuiko obliga a Yua, Ren y Homi a participar en una Ceremonia del té que se lleva a cabo en la casa de té de la escuela. Mientras Homi es supervisada por su maestra, Ren tiene problemas al tener las piernas entumecidas y ser constantemente molestada por Yua. Cuando Yuiko se retira, Ren se desquita con Yua y ambas provocan un desorden en el tatami de la casa, a la vez que Homi se derrumba con sus piernas dormidas.                                                          | |              |                |               |                           |
| 7 | «Medias seductoras» Transcripción: «Waki Taitsu» (en japonés: 誘惑タイツ)                                        | Kazuya Aiura | Fumiaki Maruto | Yuki Ogawa    | 22 de junio de 2019       |
| Una molesta Yuiko reprocha a un estudiante por reprobar su examen ―debido a que el chico se enfocaba más en mirarla a ella que en su prueba―. Sin embargo, la profesora acaricia con sus pies al joven, para sorpresa de este. El estudiante se despierta de su asiento en el salón y observa que ya es de noche, por lo que piensa que su interacción con Yuiko solo fue un sueño. Sin embargo, descubre a su maestra quien vuelve a ponerse sus medias frente a él de forma coqueta.                                                | |              |                |               |                           |
| 8 | «Masaje de pies y medias» Transcripción: «Asuratsubo Taitsu» (en japonés: 足裏つぼタイツ)                        | Kazuya Aiura | Fumiaki Maruto | Kanta Kamei   | 29 de junio de 2019       |
| Después de clase, Ren se masajea las piernas, que le duelen debido a su trabajo en la cafetería. Yua señala que no es lo suficientemente efectiva y se ofrece a hacerlo ella. Yua comienza a masajear los pies de Ren de forma poco ortodoxa, lo que hace que esta se sienta incómoda. Afuera del salón, la profesora Yuiko observa excitada a las chicas, pero decide irse. | |              |                |               |                           |
| 9 | «Medias debajo del kotatsu» Transcripción: «Kotatsu de taitsu» (en japonés: こたつでタイツ)                      | Kazuya Aiura | Fumiaki Maruto | Yuki Ogawa    | 6 de julio de 2019        |
| Homi visita a Yua para realizar sus tareas escolares. Juntas se sientan sobre un kotatsu, en donde Homi encuentra al gato de su amiga. El diálogo de las chicas se muestra desde el punto de vista de la mascota, quien solo observa sus medias. Homi se aburre y trata de acariciar al gato con sus pies, pero el animal huye hacia su dueña, por lo que ambas dejan de estudiar y comienzan a perder el tiempo con el gato. | |              |                |               |                           |
| 10 | «Limpieza y medias» Transcripción: «Mimikaki taitsu» (en japonés: 耳かきタイツ)                                  | Kazuya Aiura | Fumiaki Maruto | Kanta Kamei   | 13 de julio de 2019       |
| El hermano menor de Homi se encierra en su habitación con el pretexto de ponerse a estudiar, aunque en realidad pierde el tiempo con sus revistas eróticas de medias. En ese momento, su hermana aparece con el deseo de limpiarle los oídos de la misma forma que cuando eran niños. Aunque su hermano se niega en principio, Homi lo acuesta entre sus piernas —con sus medias puestas— y le empieza a limpiar los oídos para incomodidad de su hermano.                                                                            | |              |                |               |                           |
| 11 | «San Valentín y medias» Transcripción: «Baren Taitsu» (en japonés: バレンタイツ)                                 | Kazuya Aiura | Fumiaki Maruto | Yuki Ogawa    | 20 de julio de 2019       |
| En el día de San Valentin, Ren gana un muñeco en una sala de juegos, por lo que se presenta en la casa de Yua para dárselo en agradecimiento por un chocolate que esta le había regalado el mismo día. Cuando Yua se retira para hacer el té, Ren comienza a imaginarse a sí misma como un regalo —por sugerencia de su amiga— y se amarra con una cinta de regalos en todo el cuerpo. Pero termina atorada con las cintas, hasta que Yua regresa y la observa de forma alegre y lujuriosa.                                           | |              |                |               |                           |
| 12 | «Viajando en medias» Transcripción: «Tabi Taitsu» (en japonés: 旅タイツ)                                         | Kazuya Aiura | Fumiaki Maruto | Yuki Ogawa    | 27 de julio de 2019       |
| Yua, Ren y Homi discuten sobre dónde viajar para las vacaciones de primavera. En la casa de Yua, leen algunas revistas para elegir un lugar, mientras proponen viajar a lugares como Europa, las aguas termales, Okinawa y Taiwán, hasta que las chicas se quedan dormidas sin decidir un destino. Durante los créditos, se muestra una presentación de diapositivas —enfocadas en las medias que las tres chicas usan— con fotos de su viaje.                                                                                        | |              |                |               |                           |
| 13 (OVA) | «Sesión de fotos de cosplay en medias» Transcripción: «Kosupure Satsuei Taitsu» (en japonés: コスプレ撮影タイツ) | Kazuya Aiura | Fumiaki Maruto | Kanta Kamei   | 23 de agosto de 2019      |
| Un artista desea realizar un proyecto fotográfico enfocado en las medias, por lo que le propone Yua participar como modelo, debido a sus fotos en las redes sociales. La chica comenta la oferta a sus amigas y las tres deciden realizar un ensayo. Como resultado, organizan un conjunto de fotos con Yua y Ren como modelos y Homi como fotógrafa, pero el ensayo termina mal porque Yua se la pasa acosando a Ren de forma lujuriosa.                                                                                             | |              |                |               |                           |

## Recepción

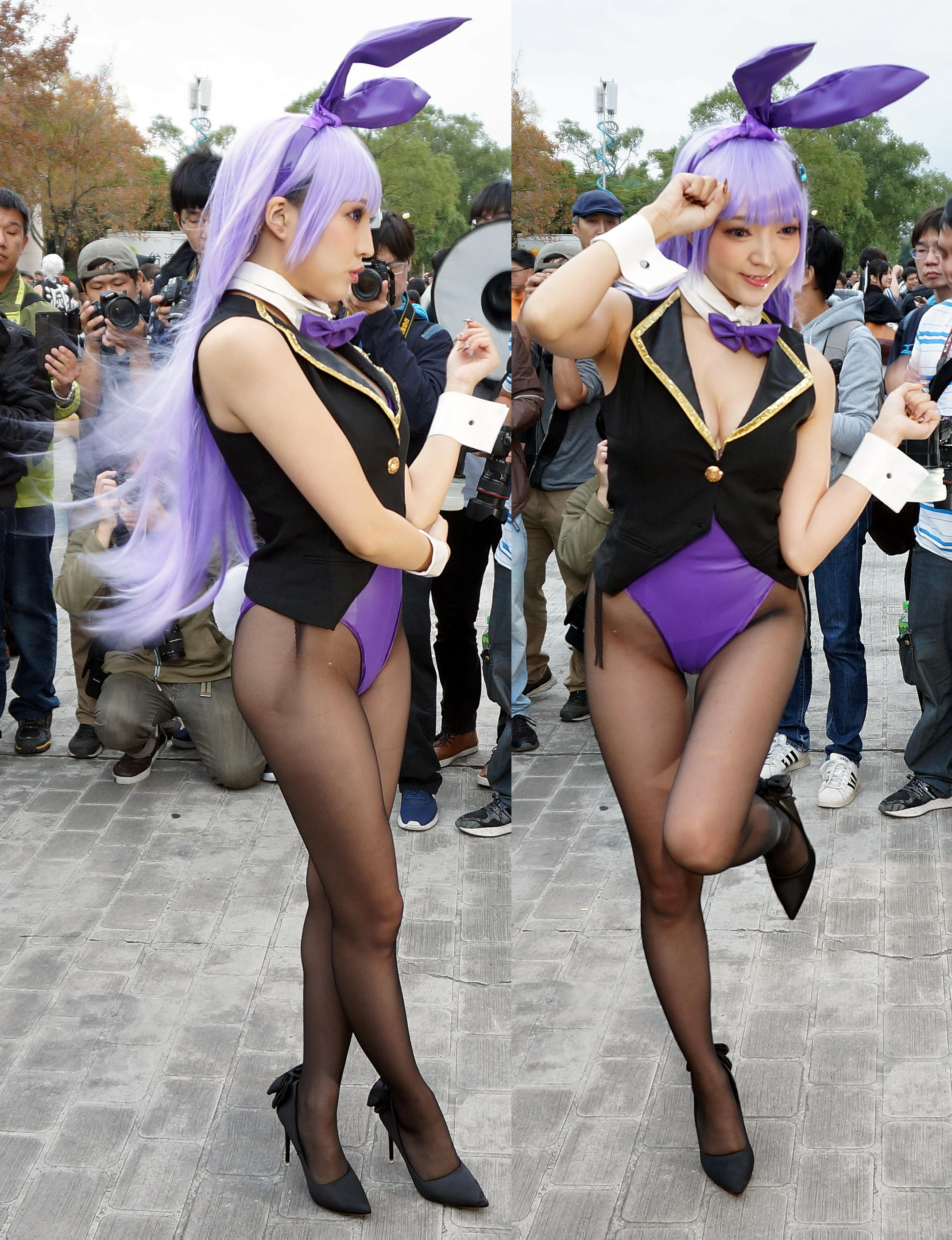
Cosplayer vestida como Miku Izayoi —personaje de Date A Live— en su traje de conejita. Como un ejemplo de fanservice en Miru Tights, Yua Nakabeni se toma fotos disfrazada de conejita, mientras que las otras chicas —en especial Yuiko— han sido retratadas con este tipo de traje.

Aunque no se reveló un número claro de espectadores —ni del número de unidades vendidas del Blu-ray—, según el sitio web Pashplus, la audiencia de Nico Nico le otorgó al anime una aprobación del 97%.
Desde su emisión, Miru Tights recibió múltiples reseñas de diferentes páginas web dedicadas al anime. Los críticos japoneses elogiaron la animación y el dibujado de las medias, aunque aspectos como la falta de una buena historia o los personajes recibieron comentarios negativos. Kaza Nozomi, de Animekansou, le otorgó a la serie una calificación de tres estrellas sobre cinco. Nozomi destacó la calidad de animación al escribir: «La representación de las medias es extremadamente vívida y sus detalles son maravillosos», aunque criticó la falta de una historia y lo «forzadas» que pueden resultar algunas situaciones para mostrar los pies, los muslos y en especial las medias, y concluyó que la serie solo fue creada para mostrar la mayor cantidad y variedad de medias posibles. Netorabo Entertainment reconoció que el primer episodio «convenció a los caballeros». Asimismo, elogió la calidad visual del anime y expresó: «El dibujo de las medias también es maravilloso, a tal punto que la escena en que el agua gotea por las medias mojadas debido a la lluvia luce efectivamente real». Akiba-souken mostró su impresión por los colores de las medias al ver que estas «no son del todo negras», y se pronunció respecto el trabajo de cámara el cual se enfoca mucho en la parte inferior de las piernas, ya que ―según la página web― se presenta desde un ángulo que nunca se podría ver en la vida real. La página web china Sohu también alabó la habilidad de los animadores en el dibujado de las medias, pero señaló de forma negativa la falta de expresividad de los personajes, a lo que dijo: «la desventaja del estilo en los rostros de los personajes no es muy buena. Al ver la apariencia del [trío] protagonista y la multitud, solo se puede decir que no es notable, no existe [en sus caras] sentimiento de emoción».
Al igual que en Asia, Miru Tights obtuvo buenas críticas de diferentes publicaciones en inglés. Antoine Rizal de Honey´s Anime elogió su fanservice, las actuaciones de voz, y la animación, pero criticó la falta de desarrollo de los personajes y su corta duración, y concluyó que la serie está enfocada para una audiencia en particular debido a su fetiche con los pies y las medias. Doublesama defendió el fanservice del anime al considerar que fue creado para un público en específico, por lo que le dio una nota de siete sobre diez. Asimismo, resaltó las referencias que tiene hacia otros anime como Saekano. Por otro lado, Ecchi Hunter calificó a Miru Tights como «mediocre» a nivel de historia, pues consideró que su trama «no tiene una profundidad real en los episodios individuales, pero uniendo toda la temporada, logra desarrollar a Ren, Yua, y Homi hasta el punto en que tenemos una buena idea de sus personalidades». Sin embargo, a nivel de ecchi, fue ponderado con la nota más alta ―Smoking («fumado» en español)— por la cantidad de fanservice que la serie contiene, pero resaltó que «se diferencia de otros animes ecchi ya que no muestra senos, bragas o algo habitual, sino que se enfoca en las piernas, pies, y medias, en todo lo cual Miru Tights lo hace muy bien, [ilustrado] con un detalle impresionante», a lo qu resumió: «si es fanático de las medias, los pies o las piernas, no busque más en Miru Tights […] aunque dependerá de los gustos personales del espectador». Chris Beveridge de The Phantom Post, realizó una reseña de cada uno de los episodios del anime. En su análisis del episodio final, le otorgó a la serie una calificación de B+, a lo que opinó: «Miru Tights es un proyecto bellamente animado que se convierte en un fetiche [pero] de manera sorprendentemente respetuosa teniendo en cuenta de como podría haber sido. Los detalles son fantásticos, la atención prestada a los diseños es excelente, y también fue un momento divertido pasar el rato con estos personajes. […] Es [un anime] corto y dulce con una gran dosis de atractivo sexual». De igual manera, AnimeSolution.com analizó cada episodio del anime, y en la reseña de su capítulo final mencionó: «Personalmente, disfruté casi todo [el anime]. Hubo momentos en que el CG lo hacía parecer un poco extraño, pero nada que arruinara la experiencia general. […] Además, no hay trama que se interponga en el rumbo de la presentación principal. La cámara siempre está donde debería estar, en las medias». La página web Gojinshi resaltó que la serie «es uno de esos animes ecchi que solo existen para atender a fetiches específicos. Incluso se puede considerar a Miru Tights como un anime de memes, ya que también sirve para ese propósito […] animes como Miru Tights no suelen tener trama. Lo único que [el espectador] encontrará es una buena cantidad de fanservice con chicas lindas»; por último, lo comparó con otros animes de tipo ecchi a los que considera similares en trama y fanservice, entre los que destacan Kyō no Asuka Show, Hen Zemi, Getsuyōbi no Tawawa, One Room, entre otros.

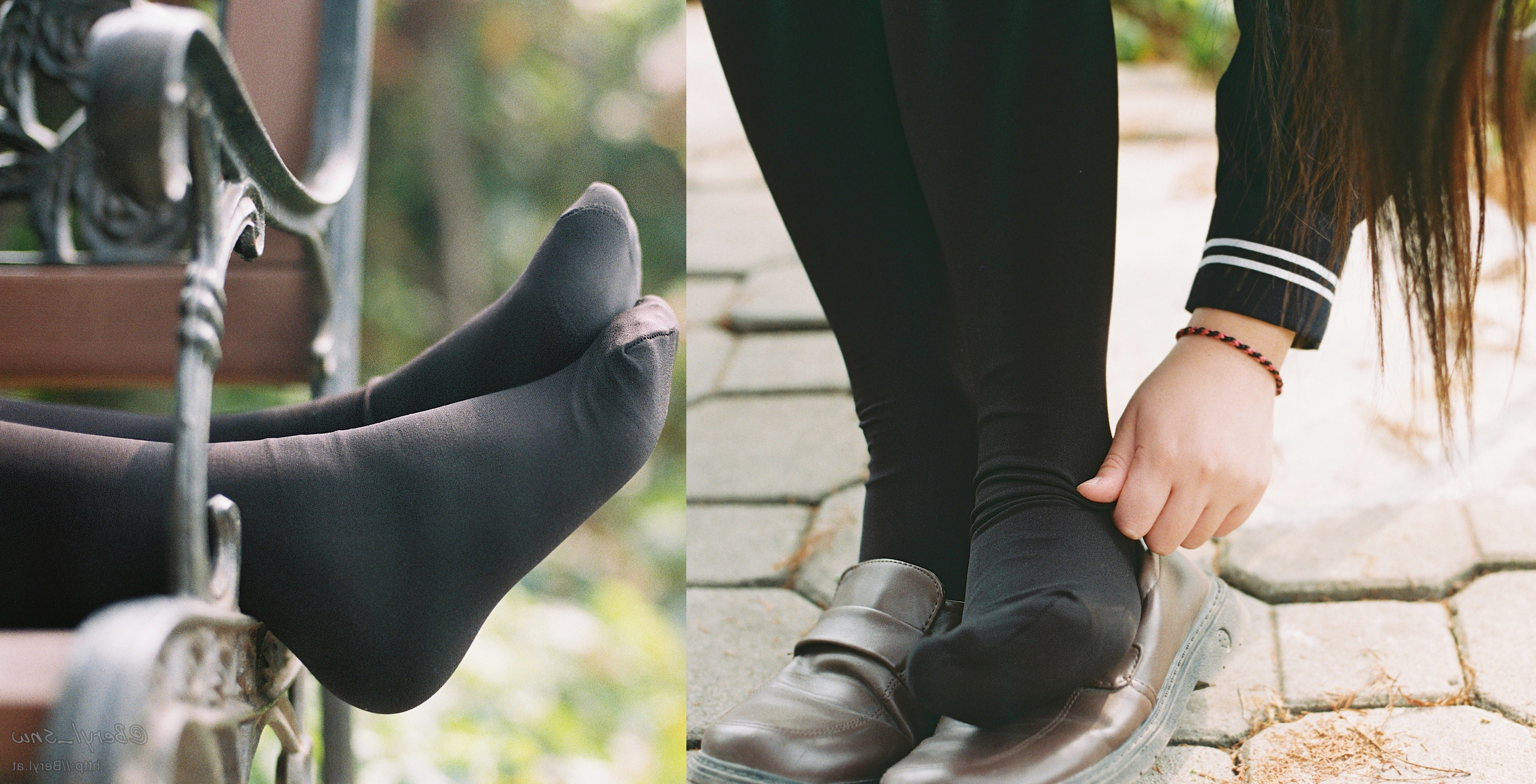
Imágenes de pies cubiertos con medias negras. Yomu reconoció que Miru Tights muestra varias imágenes enfocadas en los pies de las chicas como una forma de manifestar fetichismo con ello.

Miru Tights también obtuvo algunas reseñas de medios en español. Shigure Souma de El Blog de Shigure afirmó que la trama del anime es solo una “excusa” para mostrar las medias de sus protagonistas con todos los detalles a modo de fetichismo, por lo que concluyó que la serie es «una oda a las medias de nilón». Mientras que Anmo Sugoi señaló que el anime «aunque a nivel argumental parezca algo simple […] estas chicas no son las protagonistas, sus pantimedias son las protagonistas, cada escena realza la presencia de las pantimedias e incluso en muchos casos, […] se roba la atención total del espectador»; al final de su reseña dedujo que la serie es «una obra que le rinde culto a las pantimedias, si eres un aficionado a las pantimedias, este anime lo vas a amar».
En la primavera de 2019, Akiba-souken realizó una votación por la mejor seiyū femenina de la temporada. Por sus roles en Miru Tights, Ai Kayano ocupó el 9º lugar, Yoko Hikasa el 12º, Haruka Tomatsu el 20º y Aya Suzaki el 40º. Por su parte, Ecchi Hunter ubicó en su lista de «Waifus de la semana» al personaje de Yua en el décimo lugar, mientras que la profesora Okuzumi ocupó el décimo sexto. El sitio web Anime!Anime! seleccionó a Miru Tigths ―junto a otras series― entre sus recomendaciones de los mejores animes originales debido a «la calidad del dibujo de las medias, incluso sabe [definir] la diferencia [de la medias] por sus números de denier». El 2 de noviembre de 2023, Nico Nico transmitió el anime de Miru Tights, de manera gratuita durante 24 horas, en celebración del llamado «Día de las medias» en Japón, una festividad no oficial que se realiza cada 2 de noviembre.

## Posible secuela
En abril de 2021, el artista Chitaso Kobayashi publicó por medio de Twitter un mensaje sobre una nueva producción relacionada con Miru Tights la cual está programada para ser emitida en otoño del mismo año, y que llevaría el nombre de Miru Tights Another (みるタイツ・アナザー?). Ni Yomu, ni Yokohama Animation Laboratory se han pronunciado al respecto, y como el tuit fue publicado en el April Fools' Day, se mantiene la presunción de que pudo ser una broma.